# 哈伊高速铁路
哈伊高速铁路是位于中华人民共和国黑龙江省中部的高速铁路，也是中国在建最北部的高速铁路，刷新了中国最北部高寒高铁建设的新记录。线路起自哈尔滨市道里区的哈尔滨站，经哈尔滨市松北区、呼兰区、巴彦县，绥化市北林区、庆安县，伊春市铁力市，终至同市乌翠区的伊春西站，线路长度300.356公里，设计最高时速250公里。全线设9个车站，其中新建车站6个，特大桥45座。该项目由中国国家铁路集团与黑龙江省人民政府合资建设，投资估算总额292.66亿元，全线分两段建设，预计2026年10月建成通车。项目建成后，哈尔滨至伊春铁路将由现在的7小时左右缩短至1小时40分，近一步促进区域社会经济协调发展，推动哈长城市群一体化。

## 概述
哈尔滨至铁力段正线建筑长度188.057公里，其中哈尔滨市境内84.799公里，绥化市境内80.074公里，伊春市铁力市境内23.184公里。路基工程总长82.698公里，占线路全长的43.97%；桥梁共33座，长度105.359公里，占线路全长的56.03%。全线设车站6座，其中新建呼兰北、兴隆镇西、绥化南、庆安南4座车站，利用哈尔滨北站和铁伊段铁力站2座车站，哈尔滨至哈尔滨北与滨洲铁路共线。哈尔滨北站相关工程还包括新建货车走行线3.942公里及滨洲右线改建1.2公里。铁力至伊春段线路总长112.299公里，其中绥化市境内26.816公里，伊春市境内85.483公里。路基工程总长84.049公里，占线路全长的74.84%；桥梁总长度28.25公里，占线路全长的25.16%；全线概算总投资92.41亿元。

## 历史
2017年11月13日，铁力至伊春铁路工程社会稳定风险分析公众参与公示，速度目标值为200公里/小时。12月6日，可研报告初审会议召开，会议计划2018年3月底至4月初开工，5月份全线开工，建设期3年，2020年底建成通车。
2018年铁伊铁路分别进行两次环评公示，并于同年10月29日，获黑龙江省生态环境厅批复环境影响报告书。
2019年初，铁力至伊春段设计时速提高至250公里/小时，等级调整为高速铁路，速度变动属于重大变动，环评报告重新报批。2019年5月14日，铁力至伊春段变更环评第一次公示；6月17日，第二次变更环评公示；7月1日，公开报批前变更环境影响报告书。同年12月31日和2020年1月3日，哈尔滨至铁力段社会稳定风险分析和评估公示。
2019年底，黑龙江省政府安排，铁伊铁路和哈铁铁路合并为哈伊高速铁路；2020年4月，铁伊段建设单位由“伊春市新建铁力至伊春铁路工程筹建处”变更为“黑龙江省交投铁路建设投资有限公司”，由后者统筹负责哈伊高铁前期工作。同年3月3日，合并后的哈伊铁路全段环境影响评价第一次信息公示；4月13日，全段环评第二次公示。同月，由于工程范围发生变化，全线分成“新建哈尔滨至铁力铁路”及“新建铁力至伊春铁路”两段工程进行评价。4月24日，变更工程范围后的环评，铁伊段环境影响报告书对外公示。同月29日，铁伊段可行性研究报告获批。5月14日，哈铁段环境影响评价第一次信息公示。同月20日，铁伊段初步设计获得国铁集团和黑龙江省人民政府共同批复。7月13日，铁伊段变更环境影响报告书获批复，线路取消普速列车。9月28日，哈尔滨至伊春高速铁路铁力至伊春段建设正式启动。
2021年3月9日，哈铁段环评第二次信息公示。5月13日，铁伊段先行工程开工建设。10月13日，铁伊段全线开工。
2022年2月17日，哈铁段环境影响报告书全文及公众参与说明公示。4月6日，铁伊段房建工程正式启动。6月14日，铁伊段先行工程桥梁桩基项目顺利完成。7月30日，铁伊段进入架梁施工阶段。8月24日，中国“最北”高铁站伊春西站正式开工。同月，哈铁段初步设计获国铁集团、黑龙江省联合批复。9月29日，哈尔滨至铁力段正式开工建设。10月12日，哈伊高铁全线开工建设。
2023年5月10日，哈伊高铁全线控制性工程永兴呼兰河特大桥开工建设。7月6日，铁伊段桩柱工程完成施工。9月5日，铁力至伊春先行工程架梁施工全部完成。11月5日，铁伊段架梁工程全部完工。同月，铁伊段路基土石方工程全部完成。
2024年3月25日，哈铁段进入架梁施工阶段。5月28日，在哈伊高铁铁力至伊春段铺轨施工现场，首对500米长钢轨铺设在有砟轨道道床上，哈伊高铁铁伊段正式进入铺轨施工阶段。6月18日，永兴呼兰河特大桥进入架梁施工阶段。7月26日，哈铁段首座特大桥，位于绥化市庆安县的安邦河特大桥连续梁顺利合龙。9月25日，全线技术难度最大的工程，永兴呼兰河特大桥连续梁顺利合龙。10月4日，哈铁段跨国道最长桥梁暨重难点工程之一，长岭镇跨222国道特大桥架梁施工顺利完成。12月23日，全线唯一一座改扩建车站，改建后的铁力站正式投入使用。
2025年5月15日，哈铁段启动四电施工。6月12日，哈铁段最大跨度转体桥绥化南特大桥成功上跨既有滨北铁路。同月15日，永兴呼兰河特大桥主体结构施工全部完成。

## 车站
全线设哈尔滨站、哈尔滨北站、呼兰北站、兴隆镇西站、绥化南站、庆安南站、铁力站、日月峡站、伊春西站9座车站，其中哈尔滨站、哈尔滨北站、铁力站为既有车站，其余为新建车站。
| 哈伊高速铁路 |          |            |                           |                                                                            |                      |         |          |
| 所在地区     | 所在地区 | 车站       | 哈尔滨站起计里程 （公里） | 连接铁路                                                                   | 城市轨道交通转乘路线 | 规模    | 车站等级 |
| 哈尔滨市     | 道里区   | 哈尔滨站   | 0                         | 京哈铁路 滨洲铁路 滨绥铁路 哈佳铁路 京哈高速铁路 哈齐高速铁路 哈牡客运专线 | 哈尔滨地铁2号线      | 8台16线 | 特等站   |
| 哈尔滨市     | 呼兰区   | 哈尔滨北站 | 13                        | 滨洲铁路 哈齐高速铁路                                                      | 哈尔滨地铁2号线      | 4台10线 | 一等站   |
| 哈尔滨市     | 呼兰区   | 呼兰北站   | 20                        |                                                                            |                      | 2台4线  |          |
| 哈尔滨市     | 巴彦县   | 兴隆镇西站 | 73                        |                                                                            |                      | 2台4线  |          |
| 绥化市       | 北林区   | 绥化南站   | 98                        |                                                                            |                      | 3台7线  |          |
| 绥化市       | 庆安县   | 庆安南站   | 145                       |                                                                            |                      | 2台4线  |          |
| 伊春市       | 铁力市   | 铁力站     | 188                       | 绥佳铁路                                                                   |                      | 3台9线  | 三等站   |
| 绥化市       | 庆安县   | 日月峡站   | 228                       |                                                                            |                      | 2台4线  |          |
| 伊春市       | 乌翠区   | 伊春西站   | 300                       |                                                                            |                      | 2台4线  |          |